# Comodo Internet Security
 (avril 2015).
Comodo Internet Security est un éditeur américain de logiciels de sécurité basé en Californie.
La société fournit notamment des pare-feu à de grandes entreprises.
Elle produit des logiciels grand public depuis 2005. Elle met également un antivirus à disposition des particuliers.